# Emídio de Oliveira

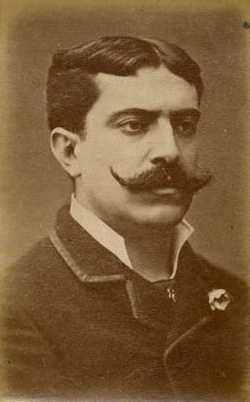
Emídio de Oliveira, c. 1882.

Emídio de Oliveira (Braga, 1853 — ?), na grafia da época Emygdio d'Oliveira, foi um jornalista e político republicano que atuou na década de 1880. Utilizava o pseudónimo Spada, tendo-se notabilizado como editor e redator do periódico republicano Folha Nova, publicado na cidade do Porto de 1881 a 1888.